# Pitcairnia uaupensis
Pitcairnia uaupensis är en gräsväxtart som beskrevs av John Gilbert Baker. Pitcairnia uaupensis ingår i släktet Pitcairnia och familjen Bromeliaceae. Inga underarter finns listade i Catalogue of Life.